# 玉川旅館
玉川旅館（たまがわりょかん）は、千葉県船橋市にあった温泉旅館。正式名称は割烹旅館 玉川（かっぽうりょかん たまがわ）。2020年に新型コロナの影響で廃業した。

## 概要
純和風の老舗割烹旅館として愛され、格式と伝統をもつ旅館である。建物は創業当時からのものであり、本館・第一別館・第二別館の3棟が国の登録有形文化財に登録されている。ただし、全ての部屋が創業当時のものではなく離れの部屋などは近年建てられたものである。
部屋には「月の光」を模した明かりのデザインを持つアール・デコ調の照明、白い漆喰壁、装飾を排した機能的・実用的・幾何学的なフォルムを様式化した天井など大正ロマンの雰囲気を感じることが出来る特徴がある。
市内観光ボランティアガイドのディスカバー船橋の協力を得て館内の案内も行っている。
松本人志が監督した映画作品の大日本人のロケで使用された。

## 歴史
創業は1921年（大正10年）。建物は事業の拡大に合わせその規模を拡大しており、1929年（昭和4年）に第一別館竣工、1933年（昭和8年）に第二別館、1941年（昭和16年）に本館が増築された。
第二別館の「桔梗の間」に太宰治が滞在した事でも知られ、前期の傑作「ダス・ゲマイネ」「虚構の春」「狂言の神」の作品がここで書かれた。また、戦前は、稲毛海岸等への東京からのレジャー客や陸軍の士官御用達旅館として利用された。
2020年（令和2年）、新型コロナウイルスの影響で宴会のキャンセルが相次ぐなどしたことから、4月末で廃業し6月から建物が取り壊されることになった。

## 湊温泉
日本温泉協会認定の温泉（泉質）であり、温泉法の温泉（メタ珪酸・メタ硼酸含有）である。
浴室は大小2つがあり、大きい浴室には隣接して露天風呂も併設されている。大きい浴室と露天風呂は檜風呂、小さい浴室は石風呂でともに敷地内の地下218メートルから湧出する薄茶褐色澄明で療養泉規定に該当しないメタ珪酸･メタ硼酸含有の温泉を加熱掛け流しで利用している｡
- 泉質：単純温泉
- 温度：16.3°C（1963年3月11日分析、千葉県衛生研究所）
- pH：7.6
- 成分等総計：0.264g

## アクセス

### 公共交通機関
- JR東日本 船橋駅、徒歩約10分
- 京成電鉄 京成船橋駅、徒歩約8分

### 自動車
- 最寄りのインターチェンジ
  - 京葉道路 船橋インターチェンジ、花輪インターチェンジ